# Antonio Sánchez Valdés
Antonio Sánchez Valdés, llamado Antón,  (Oviedo, Asturias, España, 2 de julio de 1914 - Oviedo, Asturias, España, 30 de octubre de 2005) fue un futbolista y entrenador español. Jugó prácticamente toda su vida deportiva en el Real Oviedo de la Primera División de España, durante los años 30 y 40.

## Trayectoria.

### Jugador
Ingresó con 13 años en las categorías inferiores del Real Oviedo. Debutó con el primer equipo en la temporada 1935-36 en Santander frente al Racing de Santander marcando dos de los seis goles que hizo el Real Oviedo en ese encuentro. El debut ante la afición oviedista fue igualmente bueno al marcar un gol de los cinco que le endosaron ese día al RCD Español.
Tenía la particularidad de que jugaba con una boina totalmente calada en la cabeza. La razón de esto es que se quedó calvo muy joven y le molestaba enormemente que le llamasen viejo desde la grada con lo que tomó la resolución de jugar con la boina calada para disimular la calvicie y acallar los gritos.
El estallido de la Guerra Civil frenó el desarrollo futbolístico de Antón. Al reiniciarse la competición en la temporada 1939-40, el Real Oviedo pidió una dispensa a la Real Federación Española de Fútbol por los destrozos sufridos en el estadio durante la guerra. Antón jugó esa temporada cedido en el Real Zaragoza.
Regresó al Real Oviedo en la temporada 1940-41 y formó parte de la llamada Tercera delantera eléctrica junto a Goyín,  Echevarría, Herrerita y Emilín, durante los mejores años de toda la historia del Real Oviedo. Jugó en dicho club hasta la temporada 1949-50. En total en el Real Oviedo jugó 324 partidos, 252 de liga, marcando 108 goles, 68 de ellos en liga, cuarto mejor goleador del Real Oviedo de todos los tiempos tras Herrerita, Lángara y Carlos.
Se retiró del fútbol en la temporada 1950-51 en el Círculo Popular de La Felguera.
Falleció en Oviedo el día 30 de octubre de 2005. 

### Entrenador
Entró a formar parte del cuerpo técnico del Real Oviedo donde permaneció durante 14 años. Como hombre de la casa se hizo cargo provisionalmente del equipo en dos ocasiones diferentes: en 1962 en sustitución de Álvaro Pérez y en 1966 en sustitución de Francisco Antúnez.

## Clubes
| Club                           | País   | Año       |
| ------------------------------ | ------ | --------- |
| Real Oviedo                    | España | 1935-1936 |
| Real Zaragoza                  | España | 1939-1940 |
| Real Oviedo                    | España | 1940-1950 |
| Círculo Popular de La Felguera | España | 1950-1951 |